# Жетиколь (Кызылординская область)
Жетиколь (каз. Жетікөл) — село в Сырдарьинском районе Кызылординской области Казахстана. Административный центр и единственный населённый пункт Жетикольского сельского округа. Код КАТО — 434841100.

## Население
В 1999 году население села составляло 969 человек (520 мужчин и 449 женщин). По данным переписи 2009 года, в селе проживали 794 человека (420 мужчин и 374 женщины).